# Боб Сіммонс (каскадер)
Боб Сі́ммонс (англ. Bob Simmons; Фулхем, Лондон, Англія, 31 березня 1922 року  — 21 жовтня 1987 р.) — англійський актор та каскадер, відомий своєю роботою у багатьох фільмах британського виробництва, особливо у фільмах про Джеймса Бонда.

## Біографія
Сіммонс був колишнім інструктором з фізичної підготовки армії у Королівській військовій академії в Сандгерсті. Він спочатку планував стати актором, але вважав, що кар'єра каскадера буде більш вигідною та цікавою. Сіммонс спочатку працював з продюсерами Альбертом Брокколі та Ірвінгом Алленом на їх студії Warwick Films у фільмі «Червоний берет», де працював також режисер майбутніх фільмів про Бонда Теренс Янг, сценарист Річард Майбаум та оператор Тед Мур . Пізніше Сіммонс працював у інших фільмах з Ірвінгом Алленом — «Довгих кораблях» та « Чингісхані», де йому поранив око кінь.
Коли Альберт Брокколі почав знімати фільми про Джеймса Бонда, Сіммонс проходив кастинг роль Бонда, але до самої смерті в 1987 році він координував трюки для кожного фільму про Джеймса Бонда, окрім «З Росії з любов'ю», «На секретній службі Її Величності» та «Чоловік із золотим пістолетом» . Він з'являвся в Gun Barrel для Шона Коннері в трьох фільмах про Джеймса Бонда: «Доктор Hoy», «З Росії з любов'ю» та «Голдфінгер». Сіммонс — єдина людина, яка офіційно виконує сцену, при цьому не знявшись у головній ролі як Джеймс Бонд. Сіммонс був також дублером Коннері. Сіммонс також грає певну роль полковника Жака Бувара в сцені перед титрами фільму, «Кульова блискавка» (1965).
Після виходу на пенсію Сіммонс написав автобіографію під назвою «Nobody Does It Better», яку назвав на честь титульної пісні для фільму про Бонда 1977 року «Шпигун, котрий мене кохав».

## Фільмографія
- Reform School (1939) — Johnny
- Ivanhoe (1952, каскадер)
- The Flanagan Boy (1953) — Booth Man (не вказаний в титрах)
- The Sword and the Rose (1953) — French Champion
- Billete para Tánger (1955) — Peter Valentine
- «Не час вмирати» (1958) — Мустафа
- A Night to Remember (1958) — Stoker (не вказаний в титрах)
- The Great Van Robbery (1959) — Peters
- And the Same to You (1960) — Perce's Opponent
- Exodus (1960) — Man of arms (не вказаний в титрах)
- Fury at Smugglers' Bay (1961) — Carlos, a pirate
- «Гармати острова Наварон» (1961, каскадер) — німецький офіцер (не вказаний в титрах)
- The Road to Hong Kong (1962) — Astronaut (не вказаний в титрах)
- «Доктор Hoy» (1962, каскадер) — Джеймс Бонд в Gun Barrel (не вказаний в титрах)
- Sparrows Can't Sing (1963) — Pub Patron (не вказаний в титрах)
- «З Росії з любов'ю» (1963, каскадер) — Джеймс Бонд в Gun Barrel (не вказаний в титрах)
- The Long Ships (1964)
- «Голдфінгер» (1964, каскадер) — Джеймс Бонд в Gun Barrel (не вказаний в титрах)
- «Кульова блискавка» (1965, каскадер) — полковник Жак Бувар (не вказаний в титрах)
- A Funny Thing Happened on the Way to the Forum (1966)
- «Живеш тільки двічі» (1967, каскадер)
- Shalako (1968, каскадер)
- The Adventurers (1969)
- Murphy's War (1971) — member of German sub crew (не вказаний в титрах)
- When Eight Bells Toll (1971, каскадер)
- «Діаманти залишаються назавжди» (1971, каскадер)
- «Живи та дай померти» (1973, каскадер)
- Potato Fritz (1976)
- The Next Man (1976) — London Assassin
- «Шпигун, котрий мене кохав» (1977, каскадер) — Ivan, KGB Thug (не вказаний в титрах)
- The Wild Geese (1978, stunt) — Pilot (не вказаний в титрах)
- «Тільки для ваших очей» (1981,) — Henchman Lotus Explosion Victim (не вказаний в титрах)
- «Вид на вбиство» (1985, каскадер)